# ESPN2
ESPN2 è una rete televisiva statunitense edita da ESPN Inc.. Debuttò il 1º ottobre 1993 come una stazione 'sorella' di ESPN. 
Soprannominata "the deuce", ESPN2 fu concepita per essere il canale per la nuova generazione, infatti trasmetteva sport quali: motocross, snowboard and gare BMX. Questo format fu abbandonato perché il canale serviva, a causa del crescente aumento dei diritti che acquisiva ESPN, da canale di supporto per ESPN stesso.
La grafica originale di ESPN2 consisteva in una scritta nera 'ESPN' con un '2' che sembrava un graffito.

## Programmazione
Gli eventi sportivi presentati su ESPN2 erano sport minori come: poker, biliardo, lumberjack, sport estremi, drum and bugle corps. Invece, negli anni recenti ESPN2 ha trasmesso programmi di più alto livello come East-West Shrine Game, il World Baseball Classic, la Major League Soccer e la NCAA Basketball, la WNBA nei Martedì e l'Arena Football League nei Lunedì. Le gare NASCAR durante i weekend e il Tennis e ,a partire dal 2009, l'U.S Open.
Ogni sabato mattina su ESPN2 va in onda"Bass Saturday" dedicata alla pesca subacquea.

## ESPN2 HD
ESPN2HD è una tv via cavo in HD di proprietà che trasmette 24 ore su 24 in simulcast gli stessi programmi di ESPN2
ESPN2HD produce programmi in HD come NASCAR Now, ESPN First Take, e Mike and Mike in the Morning. Tutti e tre gli show sono trasmessi dal ESPN Digital Center a Bristol, Connecticut. Ci sono circa 8 ore e mezzo di Alta Definizione al giorno più gli eventi in diretta.